# 买卖婚姻
買賣婚姻是指婚姻中的其中一方以索取金錢或其他財物為目的締結婚姻，另一方以金錢或其他財物換取配偶的行為，一些買賣婚姻被視為人口買賣。